# Гостерт (футбольний клуб)
«Гостерт» (люксемб. US Hueschtert, нім. US Hostert) — футбольний клуб з однойменного міста у Люксембурзі, заснований в 1946 році. Домашні матчі проводить на стадіоні «Йос Беккер», що вміщує 1 500 глядачів.

## Історія
Футбольний клуб заснований у 1946 році, втім тривалий час виступав лише у нижчих дивізіонах країни і лише 2006 року вперше потрапив у другий за рівнем дивізіон країни. У сезоні 2010/11 клуб зайняв 3-е місце у другому по силі дивізіоні Люксембургу, і отримав можливість зіграти стиковий матч за право грати в сезоні 2011/12 у вищій лізі. У перехідному матчі «Гостерт» зустрівся з клубом «Вільц», основний і додатковий час матчу закінчився внічию 1:1, а в серії пенальті «Гостерт» виявився сильнішим 6:4 і в сезоні 2011/12 вперше у своїй історії виступив у вищому дивізіоні Люксембургу.
Однак перший сезон у вищій лізі склався невдало — клуб зайняв останнє місце і вилетів назад у Дивізіон Пошани, набравши за сезон всього 8 очок (2 перемоги і 2 нічиї, 22 поразки)
У сезоні 2014/2015 «Гостерт» знову виступав у вищому дивізіоні. На цей раз клуб виступив краще, набравши 23 очки, втім в кінцевому підсумку зайняв передостаннє місце і знову змушений був понизитись у класі. Втретє клуб вийшов у елітний дивізіон у 2017 році і у сезоні 2017/18 зайняв 8 місце, зберігши місце у вищій лізі. В цьому ж сезоні клуб вперше пробився до фіналу Кубка Люксембургу, де в серії пенальті поступився «Расінгу».